# Pontormo (film)
Pour plus de détails, voir Fiche technique et Distribution.
Pontormo est un film biographique italien réalisé par Giovanni Fago et sorti en 2004.
Le film est adapté de quelques pages du journal personnel du peintre Pontormo du XVIe siècle.

## Fiche technique
- Titre original : Pontormo[1],[2]
- Réalisation : Giovanni Fago
- Scénario : Marilisa Calò, Massimo Felisatti
- Photographie : Alessio Gelsini Torresi (it)
- Montage : Giancarlo Cersosimo
- Musique : Pino Donaggio
- Décors : Amedeo Fago
- Sociétés de production : Palamo Film srl, Star Plex Srl
- Pays de production :  Italie
- Langue originale : italien
- Format : couleurs
- Genre : Film biographique
- Durée : 102 minutes
- Dates de sortie : 
  - Italie : 28 mai 2004

## Distribution
- Joe Mantegna : Pontormo
- Galatea Ranzi : Anna
- Sandro Lombardi : Anselmo
- Massimo Wertmüller : Bronzino
- Laurent Terzieff : l'inquisiteur
- Toni Bertorelli : le Prieur
- Vernon Dobtcheff : Hérisson
- Lea Karen Gramsdorff : la femme de Bronzino
- Andy Luotto : Mastro Rossino
- Alberto Bognanni : Cosimo I